# Benz Parsifal
Der Benz Parsifal war 1902 die neue Baureihe von Benz, die alle bisherigen Modelle ablöste.

## Geschichte
Hatte Benz bis 1900 noch über 600 Fahrzeuge pro Jahr verkauft, fielen die Zahlen 1901 auf 385 Stück und 1902 gar auf nur 226 Exemplare. Der Konstruktionsleiter Julius Ganß holte den Franzosen Marius Barbarou in seine Entwicklungsmannschaft, der mit fünf Kollegen ein eigenes „französisches“ Konstruktionsbüro führte, wo er die aus seinem Heimatland mitgebrachten Pläne für Wagen und Motoren weiterentwickelte. Parallel dazu entwickelte das „deutsche“ Konstruktionsbüro ebenfalls eine ganz neue Baureihe von Motoren.
Die neue Baureihe Parsifal verband letztlich die französischen Fahrzeugkonstruktionen mit den deutschen Motoren, da die sich als besser erwiesen hatten als die französischen. Neben dem bekannten Einzylinder wurden erstmals bei Benz Reihenmotoren mit zwei und vier Zylindern eingesetzt.
Recht zufrieden war aber keiner mit der gefundenen Lösung. Carl Benz konnte es nicht verwinden, dass nun Barbarou als führender Ingenieur bei der Entwicklung der neuen Wagen herausgestellt wurde, und verließ die Geschäftsleitung im April 1903. Barbarou seinerseits war beleidigt, dass seine Motorenkonstruktionen verworfen wurden, und verabschiedete sich im Herbst desselben Jahres. Als sich schließlich die neuen Parsifal-Wagen als genauso erfolglos wie ihre Vorgänger erwiesen, hatte auch Ganß genug und verließ Benz 1904.
Die verbleibenden Ingenieure des „deutschen“ Konstruktionsbüros, Diehl und Erle, überarbeiteten die Parsifal-Wagen und präsentierten 1905 die besser verkäuflichen Nachfolger.

## Technik
Die Wagen hatten Holzspeichenräder mit Luftreifen und Starrachsen mit Halbelliptik-Blattfedern. Sie waren mit einem drei- oder vierstufigen Vorgelegegetriebe mit Rückwärtsgang ausgestattet, das erstmals durch eine Kardanwelle mit der Hinterachse verbunden war.
Folgende Motoren waren erhältlich:
| Modell   | Bauzeitraum | Zylinder | Hubraum  | Bohrung × Hub   | Leistung                | bei Drehzahl |
| -------- | ----------- | -------- | -------- | --------------- | ----------------------- | ------------ |
| 8/10 PS  | 1902–1903   | 2 Reihe  | 1527 cm³ | 90 mm × 120 mm  | 8–10 PS (5,9–7,4 kW)    | 1250 min−1   |
| 10/12 PS | 1902–1903   | 2 Reihe  | 1727 cm³ | 100 mm × 110 mm | 10–12 PS (7,4–8,8 kW)   | 1280 min−1   |
| 12/14 PS | 1902–1903   | 2 Reihe  | 2250 cm³ | 105 mm × 130 mm | 12–14 PS (8,8–9,6 kW)   | 1200 min−1   |
| 16/20 PS | 1902–1903   | 4 Reihe  | 3100 cm³ | 90 mm × 120 mm  | 16–20 PS (12,4–14,7 kW) | 1280 min−1   |
| 8 PS     | 1903–1904   | 1        | 952 cm³  | 105 mm × 110 mm | 8 PS (5,9 kW)           | 1400 min−1   |
| 12 PS    | 1903–1905   | 2 Reihe  | 2250 cm³ | 105 mm × 130 mm | 12 PS (8,8 kW)          | 1300 min−1   |
| 22 PS    | 1903–1905   | 4 Reihe  | 3496 cm³ | 94 mm × 126 mm  | 22 PS (17,4 kW)         | 1300 min−1   |
| 35 PS    | 1903–1904   | 4 Reihe  | 5880 cm³ | 120 mm × 130 mm | 35 PS (26 kW)           | 1300 min−1   |

Alle Modelle waren als Tonneau oder Phaeton, jeweils mit vier Sitzplätzen, erhältlich.
Die Höchstgeschwindigkeit lag bei den kleineren Wagen bei 35–40 km/h, die großen erreichten bis zu 85 km/h. Entsprechend der Größe und Stärke differierten auch die Verkaufspreise von 5.200 ℳ für das Einzylindermodell bis zu 14.000 ℳ für den großen Vierzylinder.

## Quelle
- Werner Oswald: Mercedes-Benz Personenwagen 1886–1986. 4. Auflage. Motorbuch Verlag, Stuttgart 1987, ISBN 3-613-01133-6, S. 14–15, 36–38.